# Stazione di Montauban-Ville-Bourbon
La stazione di Montauban-Ville-Bourbon (in francese Gare de Montauban-Ville-Bourbon) è la principale stazione ferroviaria di Montauban, Francia.